# 民建乡 (兴仁县)
民建乡，是中华人民共和国贵州省黔西南布依族苗族自治州兴仁市一个已撤销的乡级行政区，2015年1月21日，贵州省人民政府批复同意兴仁县乡镇行政区划调整，撤销民建乡，将其所辖的三帽坡村、新房子村划归东湖街道，三家寨村、林家田村、战马田村、牛场坪村划归巴铃镇。